# В електричному тумані
«В електричному тумані» — американо-французький фільм 2009 року.

## Сюжет
Детектив Дейв Робішо намагається зв'язати вбивство дрібного місцевого злодюжки і видного гангстера з Нового Орлеана. Розслідуючи цю справу, він містичним чином кілька разів стикається з солдатом-конфедератом, учасником громадянської війни в США.

## Актори
- Томмі Лі Джонс — Дейв Робішо
- Джон Гудмен — Джулі Балбоні
- Пітер Сарсгаард — Елрод Сайкс
- Келлі Макдональд — Келлі Драммонд
- Мері Стінберген — Бутсі Робішо
- Нед Бітті — Твінкі Лемойн
- Прюїтт Тейлор Вінс — Бен Геберт
- Бадді Ґай — Сем «Хогмен» Патін

## DVD реліз
Фільм вийшов на DVD 3 березня 2009 року; продалось 104,902 копії, що принесло $1,905,214 доходу.